# John Campbell (chitarrista blues)
John Allen Campbell (Shreveport, 20 gennaio 1952 – New York, 13 giugno 1993) è stato un cantante, chitarrista e compositore statunitense di musica blues.

## Biografia
Campbell è nato e cresciuto a Shreveport, città della Louisiana.
Il suo primo gruppo si è formato nel 1973 nella città texana di Corpus Christi. La band era composta da John alla chitarra e voce, Tim Delaney al basso e voce e Jack "Satch" Haupt alla batteria e voce. Il trio si sciolse due anni dopo e nello stesso periodo Campbell incise il suo primo album intitolato Street Suite.
Sul finire degli anni '70 trascorse un periodo ai Robin Hood Studios a Tyler, dove registrò un demo con versioni acustiche di blues standard. Nel 2000, queste dodici tracce furono pubblicate nella compilation Tyler, Texas Session.
Come artista solista, Campbell ha continuato a suonare nei club del Texas oltre che a New Orleans. Nel 1985, si è trasferito a New York, entrando a far parte della scena blues locale.
Il suo album, A Man And His Blues, prodotto da Ronnie Earl, presente anche come chitarrista ospite, è stato registrato in due giorni nell'aprile del 1988 ed è stato pubblicato per una piccola etichetta discografica tedesca. Successivamente, pubblicò con Elektra, One Believer (1991) e Howlin Mercy (1993). Realizzò una cover di When the Levee Breaks, brano musicale country blues di Kansas Joe McCoy e Memphis Minnie del 1929. I Led Zeppelin realizzarono una loro versione di tale brano.
Gli strumenti preferiti di Campbell erano una Gibson Southern Jumbo acoustic del 1952, una National Steel del 1934 e una National resophonic guitar degli anni quaranta.
Il 13 giugno 1993, Campbell morì di infarto mentre dormiva nella sua casa di Manhattan a New York. Aveva 41 anni. Era sposato con Dolly Fox e aveva due figlie: Paris ed Elizabeth.

## Discografia
- 1975: Street Suite (Sync)
- 1988: A Man And His Blues (Cross Cut)
- 1991: One Believer (Elektra)
- 1993: Howlin Mercy (Elektra)
- 2000: Tyler, Texas Session (Sphere Sound)[4]